# Destrua o Controle
Destrua o Controle é o terceiro álbum de estúdio da banda brasileira de hardcore punk Militantes. Foi lançado em agosto de 2010 de forma independente para download gratuito do público.
Produzido pela própria banda em parceria com Clemente Nascimento, é o primeiro álbum em que a banda não utiliza o rótulo de rock cristão e apresenta músicas sem pretensões religiosas. Também é o último projeto com o vocalista e baixista Cleber e com o guitarrista Fábio Custódio.
Para a divulgação do álbum, a banda lançou o clipe da música "Mídia da Desgraça", com direção de vídeo do baterista Kako Alves. Destrua o Controle recebeu avaliações positivas da mídia especializada.

## Lançamento e recepção
| Críticas profissionais | Críticas profissionais |
| Avaliações da crítica  | Avaliações da crítica  |
| Fonte                  | Avaliação              |
| ---------------------- | ---------------------- |
| Super Gospel           | [ 5 ]                  |

Destrua o Controle foi lançado em agosto de 2010 de forma independente. O projeto recebeu uma avaliação favorável da mídia especializada. Em texto assinado por Gleison Gomes publicado no portal Super Gospel, o álbum foi classificado como "o trabalho mais consistente da Militantes".
Em 2019, foi eleito pelo Super Gospel o 42º melhor álbum da década de 2010.

## Faixas
1. "Covarde"
2. "Mídia da Desgraça"
3. "Sujeira no Senado"
4. "Destrua o Controle"
5. "Respeite Minha Fé"
6. "Inimigo"
7. "Outra Forma"
8. "Programado"
9. "Muito Prazer"
10. "Não Adianta Insistir"
11. "Mudança Brusca"
12. "E o Próximo?"
13. "Neandertal"

## Ficha técnica
Banda
- Cleber - vocais e baixo
- Fábio Custódio - guitarra
- Fábio Garcia - guitarra
- Kako Alves - bateria

Músicos convidados
- Clemente Nascimento - produção musical, vocal em "E o Próximo?"